# 紫釵記 (傳奇)
《紫釵記》是明代戲曲家湯顯祖於萬曆十五年（1587年）完成的傳奇劇本，屬臨川四夢系列中唯一以愛情為主線的作品。該劇改編自唐代蔣防的傳奇小說《霍小玉传》，並融合《大宋宣和遺事》及《李娃傳》等文本元素。
劇情以唐代隴西才子李益（與中唐詩人李益同名異人）與霍王庶女霍小玉的愛情為主軸。兩人在元宵夜邂逅，以紫玉釵訂盟成婚。後李益高中狀元，因拒絕權臣盧太尉招婿而遭構陷，被軟禁盧府。霍小玉誤信李益負心，變賣定情信物紫玉釵，病困潦倒。最終在豪俠黃衫客相助下，二人於「劍合釵圓」場面重聚。此劇突破原著悲劇結局，體現湯顯祖「至情觀」，與《牡丹亭》並列為其愛情劇代表作。
現存明末汲古閣《六十種曲》本為最通行版本，1957年中華書局出版校注本。2016年為紀念湯顯祖逝世400週年，香港舞蹈團改編為同名舞劇。

## 場目
| - 第一齣 本傳開宗 - 第二齣 春日言懷 - 第三齣 插釵新賞 - 第四齣 謁鮑述嬌 - 第五齣 許放觀燈 - 第六齣 墮釵燈影 - 第七齣 託鮑謀釵 - 第八齣 佳期議允 - 第九齣 得鮑成言 - 第十齣 囘求僕馬 - 第十一齣 妝臺巧絮 - 第十二齣 僕馬臨門 - 第十三齣 花朝合卺 - 第十四齣 狂朋試喜 - 第十五齣 權夸選士 - 第十六齣 花院盟香 - 第十七齣 春闈赴洛 - 第十八齣 黃堂言餞 - 第十九齣 節鎭登壇 - 第二十齣 春愁望捷 | - 第二十一齣 杏苑題名 - 第二十二齣 權嗔計貶 - 第二十三齣 榮歸燕喜 - 第二十四齣 門楣絮別 - 第二十五齣 折柳陽關 - 第二十六齣 隴上題詩 - 第二十七齣 女俠輕財 - 第二十八齣 雄番竊霸 - 第二十九齣 高宴飛書 - 第三 十齣 河西款檄 - 第三十一齣 吹臺避暑 - 第三十二齣 計局收才 - 第三十三齣 巧夕驚秋 - 第三十四齣 邊愁寫意 - 第三十五齣 節鎭還朝 - 第三十六齣 淚展銀屛 - 第三十七齣 移參孟門 - 第三十八齣 計哨訛傳 - 第三十九齣 淚燭裁詩 - 第四 十齣 開箋泣玉 | - 第四十一齣 延媒勸贅 - 第四十二齣 婉拒强婚 - 第四十三齣 緩婚收翠 - 第四十四齣 凍賣珠釵 - 第四十五齣 玉工傷感 - 第四十六齣 哭收釵燕 - 第四十七齣 怨撒金錢 - 第四十八齣 醉俠閒評 - 第四十九齣 曉窗圓夢 - 第五 十齣 玩釵疑歎 - 第五十一齣 花前遇俠 - 第五十二齣 劍合釵圓 - 第五十三齣 節鎭宣恩 |  |